# Oxalis valdiviensis
Oxalis valdiviensis là một loài thực vật có hoa trong họ Chua me đất. Loài này được Barnéoud mô tả khoa học đầu tiên năm 1846.

## Hình ảnh

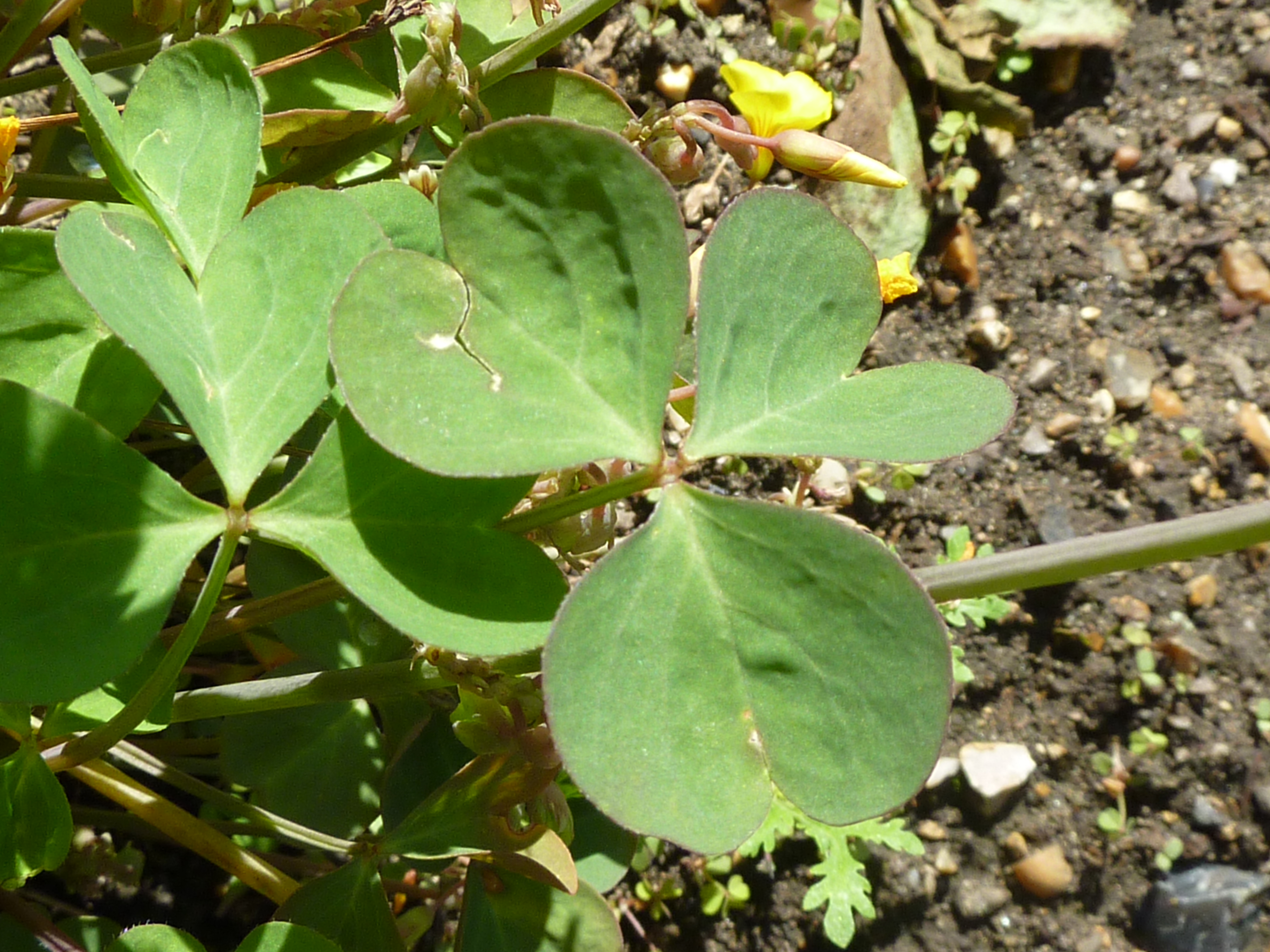
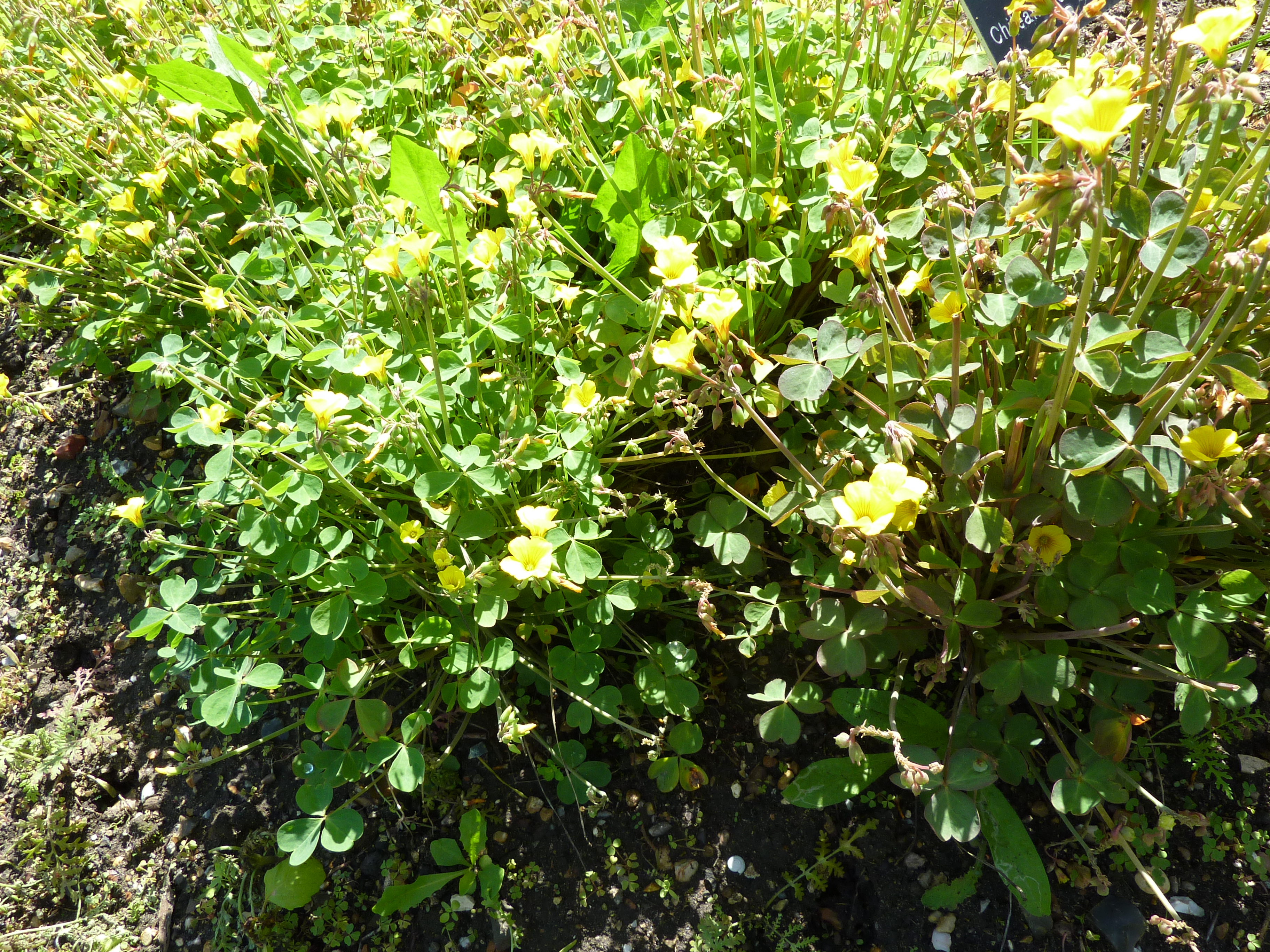